# SMASH (企業)
SMASH（スマッシュ）は、日本のコンサートプロモーター。海外アーティストの招聘を得意とし、コンサートやイベントの企画・制作・運営を行う。1997年から毎年開催しているフジロックフェスティバルで知られる。

## 主なイベント
- フジロックフェスティバル - 1997年・山梨県富士天神山スキー場、1998年・東京都豊洲地区／東京ベイサイドスクエア、1999年以降・新潟県苗場スキー場で毎年開催（主催、企画制作）
- 朝霧JAM - 2001年〜静岡県富士宮市朝霧アリーナで毎年開催（企画制作）
- JOIN ALIVE - 2010年〜北海道岩見沢市いわみざわ公園で毎年開催（SMASH EASTが企画制作）
- トノフォン・フェスティバル - 2013年、2015年・所沢航空記念公園 野外ステージ （企画制作）

## 担当する主な公演（アーティスト）
- 浅井健一
- UNDERWORLD
- eastern youth
- ELVIS COSTELLO
- OASIS
- キュウソネコカミ
- The Chemical Brothers
- COLD PLAY
- THE NOVEMBERS
- JACKSON BROWNE
- チャットモンチー
- 電気グルーヴ
- 東京スカパラダイスオーケストラ
- Hi-STANDARD
- BJORK
- FOO FIGHTERS
- PRIMAL SCREAM
- The Prodigy
- BECK
- RAGE AGAINST THE MACHINE
- RED HOT CHILI PEPPERS

他

## 関連会社
- SMASH EAST（北海道）
- SMASH WEST（大阪）
- Smash UK（イギリス・ロンドン）
- 岩盤[1] - フジロックフェスティバル オフィシャルショップ
- 有限会社ベースメント・ムーブメント